# Bajo de Alberti
El bajo Alberti es un tipo particular de acompañamiento en música, frecuentemente usado en el clasicismo. Fue llamado así debido a Domenico Alberti, quien lo usó mucho, si bien no fue el primero que lo hizo.
El bajo Alberti es un tipo de acompañamiento con un acorde quebrado o arpegiado, donde las notas del acorde se suceden en el orden grave-agudo-medio-agudo; luego se repite el mismo patrón. El acorde quebrado ayuda a crear un sonido suave, fluido y prolongado, generando así un impulso rítmico.
El bajo Alberti se encuentra con frecuencia en las partes para la mano izquierda en la música para instrumentos de teclado, en especial en las obras pianísticas de Mozart. Sin embargo, a veces se encuentra en obras para otros instrumentos. Por ejemplo Béla Bartók la usó hacia el final de su Cuarteto de cuerdas nº 5.
Un ejemplo muy conocido del bajo Alberti se encuentra en el inicio de la Sonata para piano K. 545 de Wolfgang Amadeus Mozart:
- Datos: Q568203
- Multimedia: Alberti bass / Q568203